# Sopro diastólico

Sons cardíacos anormais (em inglês)

O sopro diastólico é um tipo de sopro cardíaco que ocorre durante a diástole do coração.
Ele ocorre devido ao refluxo de sangue das valvas semilunares, aórtica e pulmonar,  para os ventrículos esquerdo e direito, respectivamente. Esse refluxo pode ser devido à deficiência das valvas envolvidas.

## Causas
| Tempo                    | Condição                                        | Descrição |
| ------------------------ | ----------------------------------------------- | --- |
| Diastólico precoce       | Regurgitação aórtica                            | O sopro é de baixa intensidade, agudo, melhor ouvido sobre a borda esternal esquerda ou sobre o segundo espaço intercostal direito, especialmente se o paciente se inclina para frente e mantém a respiração em plena expiração. A radiação é tipicamente em direção ao ápice. A configuração é geralmente decrescendo e tem um caractere de sopro. A presença deste sopro é um bom preditor positivo para AR ea ausência deste sopro sugere fortemente a ausência de AR. Um murmúrio Austin Flint é geralmente associado com regurgitação aórtica significativa. |
| Diastólico precoce       | Regurgitação pulmonar                           | A regurgitação pulmonar é mais comumente devido à hipertensão pulmonar (murmúrio de Graham-Steell). É um murmúrio agudo e soprando com uma configuração decrescendo. Pode aumentar em intensidade durante a inspiração e ser melhor ouvido sobre o segundo e terceiro espaços intercostal esquerdos. O sopro termina antes do início da sístole (S1). |
| Diastólico precoce       | Estenose de artéria coronária anterior esquerda | Este sopro, também conhecido como murmúrio de Dock, é semelhante ao da regurgitação aórtica e é ouvido no segundo ou terceiro espaço intercostal esquerdo. Uma cirurgia de bypass da artéria coronária pode tratar essa estenose. |
| Diastólico intermediario | Estenose mitral                                 | Este sopro é melhor ouvido com a campana do estetoscópio na área do apex (ponta) do coração com o paciente em decúbito lateral. Geralmente começa com um "click" de abertura. Em geral, quanto mais rápido começa o sopro (após a diástole), mais grave é a estenose mitral. Porém, em situações alta demanda cardíaca como a gravidez, uma estenose menos grave pode produzir um sopro forte e rápido. |
| Diastólico intermediario | Estenose tricúspide                             | Melhor ouvido sobre a borda esternal esquerda com caráter de truque e tricúspide abrir snap com ampla divisão S1. Pode aumentar em intensidade com inspiração (signo de Carvallo). A estenose tricúspide freqüentemente ocorre em associação com estenose mitral. As TS isoladas estão frequentemente associadas à doença carcinóide e ao mixoma atrial direito. |
| Diastólico intermediario | Mixoma atrial                                   | Os mixomas atriais são tumores benignos do coração. Os mixomas esquerdos são muito mais comuns do que os mixomas diretos e podem causar obstrução da valva mitral, produzindo um sopro médio diastólico similar ao da estenose mitral. |
| Diastólico tardio        | Bloqueio cardíaco completo                      | Um breve murmúrio tardio pode ser ouvido, chamado de murmúrio de Rytand. É uma emergência médica urgentíssima. |